# Lago Jasán

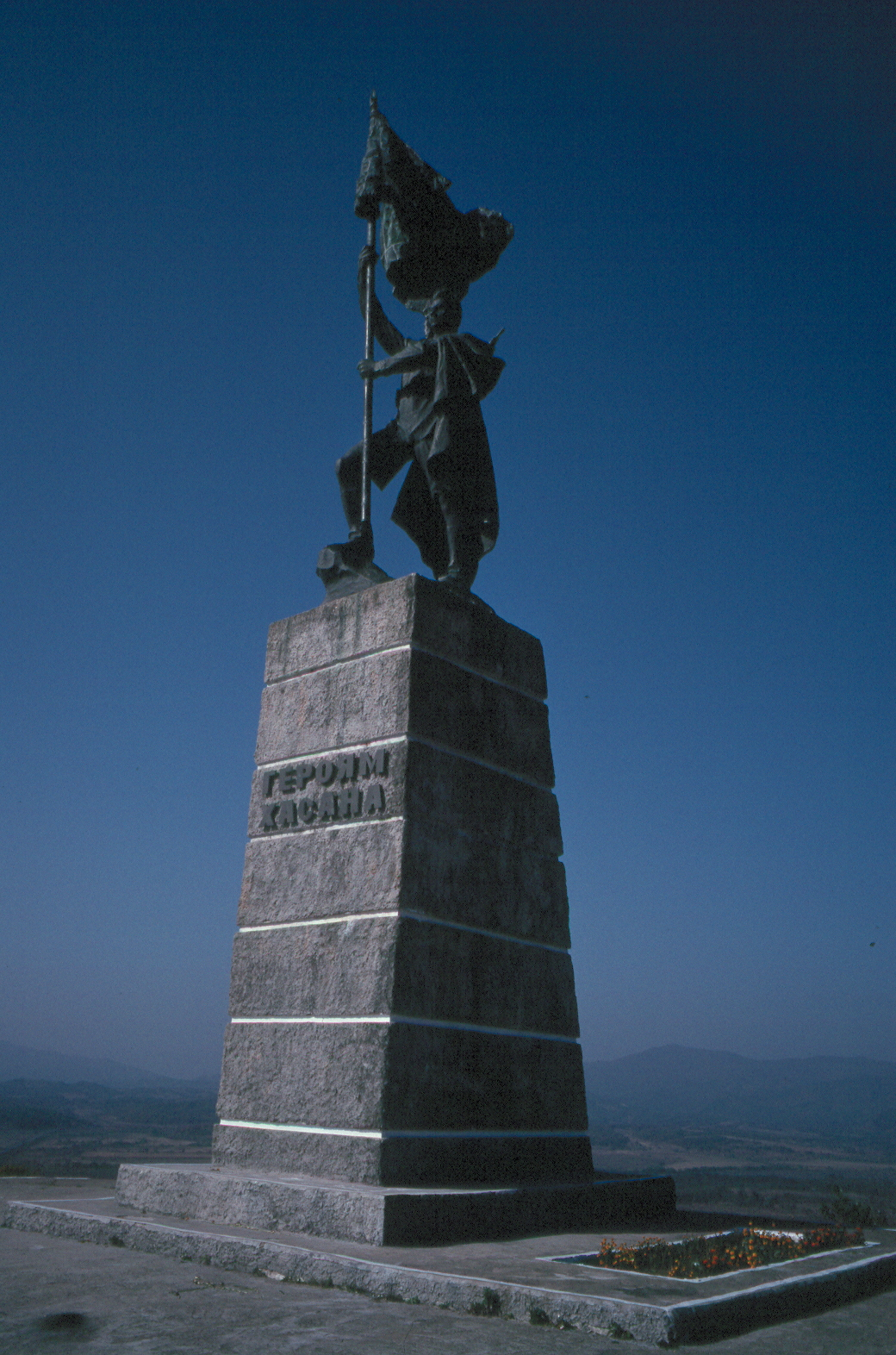
Monumento conmemorativo de la Batalla en las cercanías del Lago

El lago Jasán (en ruso: озеро Хаса́н) es un pequeño lago situado en el distrito Jasanski, cercano a la zona fronteriza entre Rusia y Corea del Norte.

## Geografía
El lago Jasán se encuentra en el distrito Jasanski, del krai de Primorie en la Federación Rusa, a 130 km al suroeste de Vladivostok. Tiene una superficie de 2.23 km². El río Tanbogatyi fluye desde el lago, el cual es descrito como la curva cerrada donde los territorios de Corea, Manchuria y Rusia se encuentran. Sitio donde se produjo la reconocida Batalla del Lago Jasán en el verano de 1938.